# 15e corps SS de cavalerie cosaque
Le 15e corps SS de cavalerie cosaque ou XV. SS-Kosaken-Kavalerie-Korps  est créé en 1943 par Helmuth von Pannwitz, sous la forme d'une unité cosaque, devenue en 1943 la 1re Kosaken-division. Ce corps regroupe des Cosaques du Don (ВД), de Terek (ТВ), du Kouban (КВ) et de Sibérie (ПСВ).
En février 1945, le corps est intégré aux Waffen-SS, malgré les protestations de Pannwitz.
À la fin de la guerre, les Britanniques livrent aux Soviétiques tous les Cosaques qui s'étaient rendus à eux, y compris Pannwitz qui se livre volontairement .

## Composition
- 1re division cosaque
  - 1er régiment cosaque du Don
  - 2e régiment cosaque de Sibérie
  - 4e régiment cosaque du Kouban
  - 1er régiment cosaque d’artillerie
- 2e division cosaque
  - 3e régiment cosaque du Kouban
  - 5e régiment cosaque du Don
  - 6e régiment cosaque du Terek
  - 2e régiment cosaque d’artillerie
- Brigade d’infanterie
  - 7e régiment d’infanterie
  - 8e régiment d’infanterie
  - Bataillon de reconnaissance
- Bataillon de communication
- Bataillon spécial de reconnaissance
- Bataillon de sapeurs